# Arengosse
Arengosse är en kommun i departementet Landes i regionen Nouvelle-Aquitaine i sydvästra Frankrike. Kommunen ligger i kantonen Morcenx som tillhör arrondissementet Mont-de-Marsan. År 2022 hade Arengosse 713 invånare.

## Befolkningsutveckling
Antalet invånare i kommunen Arengosse
Referens:INSEE